# Alephia 2053
Pour plus de détails, voir Fiche technique et Distribution.
Alephia 2053 est un long-métrage d'animation en langue arabe de l'artiste libanais Jorj Abou Mhaya sorti en 2021. Le film évoque un pays arabe fictif appelé Alephia, théâtre d'une révolution qui renverse le dictateur Aleph II, en 2053.

## Synopsis
Le film se déroule dans le futur, dans un pays arabe politiquement sinistré, dirigé par un dictateur, Aleph II. Il commence par dévoiler un avenir dystopique puis se centre sur un groupe d'activistes qui avec le soutien de la population renverse un régime oppressif.

## Titre
Alephia est le nom d'un pays arabe fictif, formé d’aleph, la première lettre de l’alphabet arabe et “ia” (ou “ya”), la dernière lettre de cet alphabet.
Le réalisateur explique avoir choisi “Aleph” « car dans les pays arabes, toutes les familles au pouvoir ont un nom qui commence par Al ou El »,  donc par aleph, par exemple, la famille el-Assad (en Syrie), Al-Sissi (en Egypte), Omar el-Bechir (au Soudan), al Saoud (en Arabie Saoudite).

## Analyses
L'Orient-Le Jour l'a décrit comme le premier long métrage d'animation de fiction pour adultes en arabe. Euronews l'a désigné comme une petite révolution du cinéma et de l'animation arabes. Le journal espagnol El Mundo l'a considéré comme le Blade Runner version arabe. Pour le critique de cinéma libanais Elias Doummar, Alephia 2053 est une «étape importante (dans l'histoire) de l'animation arabe».
Selon le producteur Rabih Sweidan, la répression, la résistance et la révolution dans Alephia 2053 ne relatent  pas l'histoire d'un pays précis mais s'inspirent plutôt de conditions sociales communes à travers le monde. 
Plusieurs sources ont décrit les événements qui se déroulent dans le long métrage comme étant similaires aux événements du printemps arabe de 2011,,.

## Accueil
Le long métrage est devenu viral sur YouTube et d'autres services de streaming après sa sortie en mars 2021. Le 29 avril, il avait enregistré plus de 8 millions de vues sur YouTube. 

## Production
Le long métrage d'animation a été créé par une société libanaise, Spring Entertainment le studio de production de Spring Communications avec le soutien partiel du studio d'animation français Malil'Art. La bande originale d'Alephia et la plupart de ses animations graphiques ont été réalisées au Liban. Le film a été produit par Rabih Sweidan et Marwan Harb et illustré et réalisé par Jorj Abou Mhaya . 

## Fiche technique
- Société de production : Spring Entertainment
- Producteurs : Rabih Sweidan et Marwan Harb
- Réalisateurs : Jorj Abou Mhaya
- Idée originale : Rabih Sweidan et Marwan Harb
- Directeur d'écriture : Bassem Breish
- Scénaristes : Bassem Breish, Romy Coccia Di Ferro et Mohammad Sabbah
- Monteur : Sébastien Leclerc
- Compositeur: Karim Khneisser